# Erula
Erula település Olaszországban, Szardínia régióban, Sassari megyében. Lakosainak száma 688 fő (2023. január 1.). Erula Ozieri, Tempio Pausania, Tula, Chiaramonti és Perfugas községekkel határos.

## Népesség
A település lakossága az elmúlt években az alábbi módon változott:
| Lakosok száma | 742  | 733  | 688  |
|               | 2017 | 2018 | 2023 |